# Mezőtúr
Mezőtúr – miasto we wschodniej części Węgier, w Komitacie Jász-Nagykun-Szolnok, stolica powiatu Mezőtúr.
W miejscowości jest stacja kolejowa Mezőtúr.
Miasta partnerskie
- Arcuș
- Nancy
- Novi Bečej
- Valea Crișului